# Petrosia ficiformis

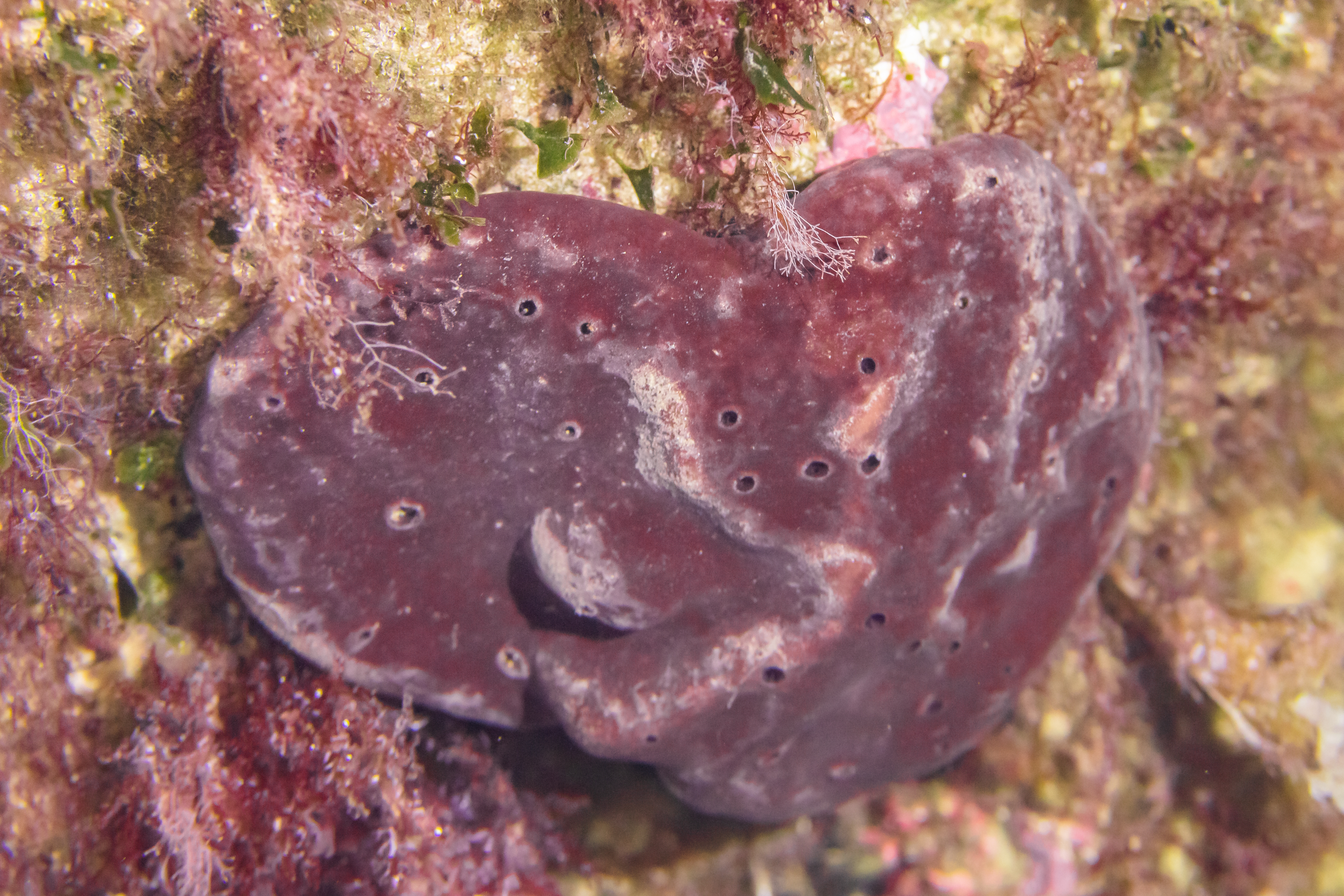
Ejemplar en Chipre.

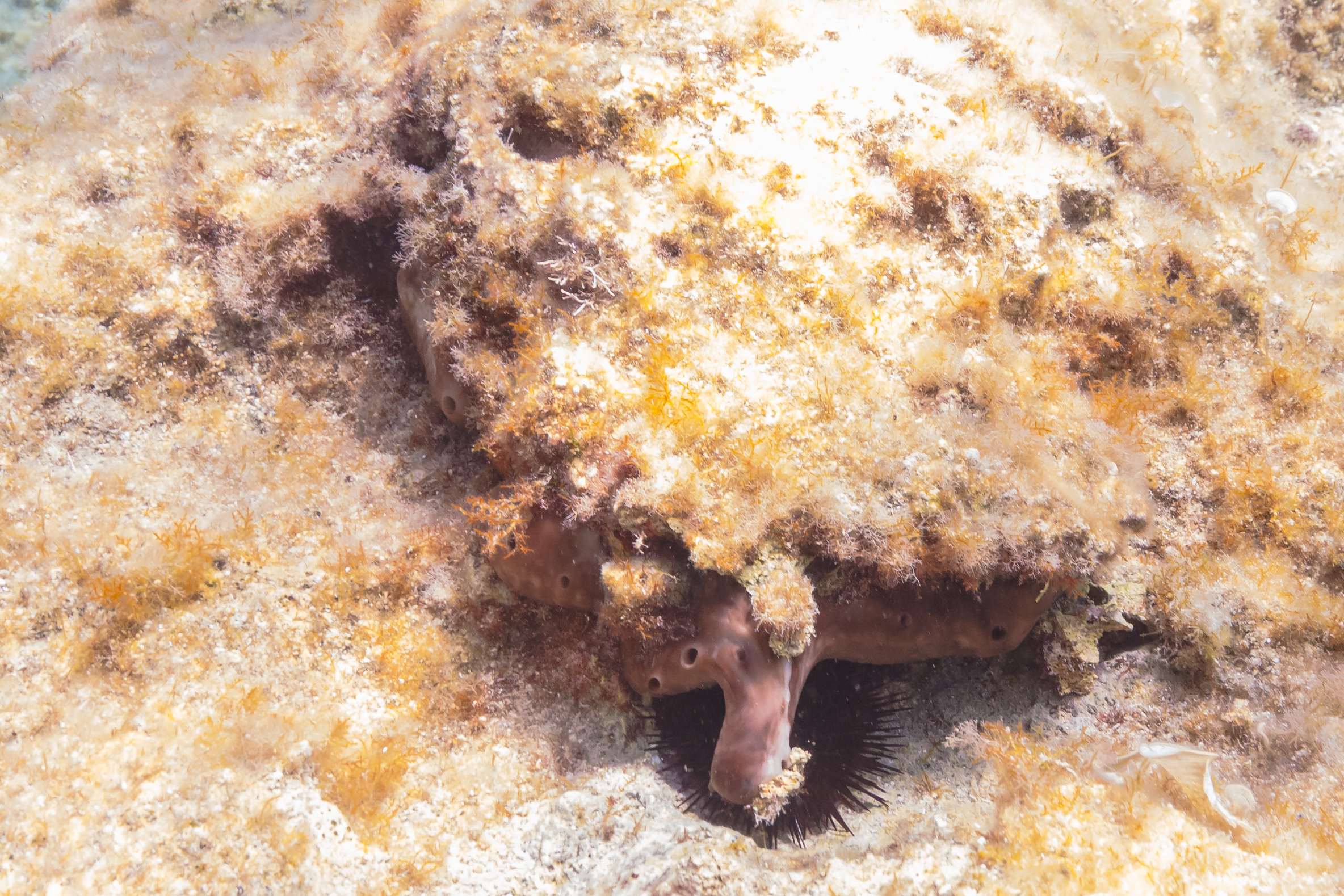
Petrosia ficiformis en las costas de Malta

Petrosia ficiformis, comúnmente conocida como petrosia dura, es una especie de esponja de mar perteneciente al orden Haplosclerida.

## Taxonomía
Petrosia ficiformis fue descrita por primera vez por J.L.M. Poiret como Spongia ficiformers. Su nombre proviene del griego: "pétra" - πέτρα - piedra, "physis" - φύση - naturaleza, "fórma" - φόρμα - forma, significando "roca de forma natural". Está clasificado bajo el subgénero Petrosia del género Petrosia. Pertenece a la familia Petrosiidae o al suborden Petrosina.

## Distribución
Petrosia ficiformis habita en la parte inferior de rocas, en huecos y en cuevas a una profundidad de entre 5 y 70 m de profundidad.
La especie se ha encontrado en las ubicaciones siguientes: mar Adriático, mar Egeo, Azores, Canarias, Madeira, Cabo Verde, mar Iónico, mar Levantino, mar Mediterráneo, Atlántico norte, Tunisian Golfo/de Altiplanicie de Sidra, África Del oeste, y Mediterráneo Occidental.

## Características
Petrosia ficiformis es normalmente de color morado marrón debido a simbiosis con cyanobacterias fotosintéticas, pero puede ser blanco en ausencia de luz. Tiene una textura compacta, dura, de oscula esférica irregularmente extendido sobre la superficie.

## Compuestos químicos
Petrosia ficiformis es una de las esponjas que producen más acetilenos, los cuales están aislados para diversos propósitos industriales. Un ejemplo característico de este es Petrosynol, un polyacetileno de 30 átomos, el cual fue aislado en 1987 del género Petrosia. Proporciona la protección de esta esponja a través de su actividad antimicrobiana y antifungicida.
Se sabe que Petrosia ficiformis sintentiza en Petroformynes, un tipo de poliacetileno hydroxilado con actividades citotóxicas y antitumorales. El esqueleto de esta especie está formado por un cadena carbonada de 46 a 47 átomos de carbono.

## Depredadores
Petrosia ficiformis es la comida principal y preferida del nudibranquio Peltodoris atromaculata, el cual se suele encontrar sobre la esponja. Acumulan los compuestos químicos de la esponja en su tracto digestivo y las usan como una de sus estrategias defensivas.